# Banderillero

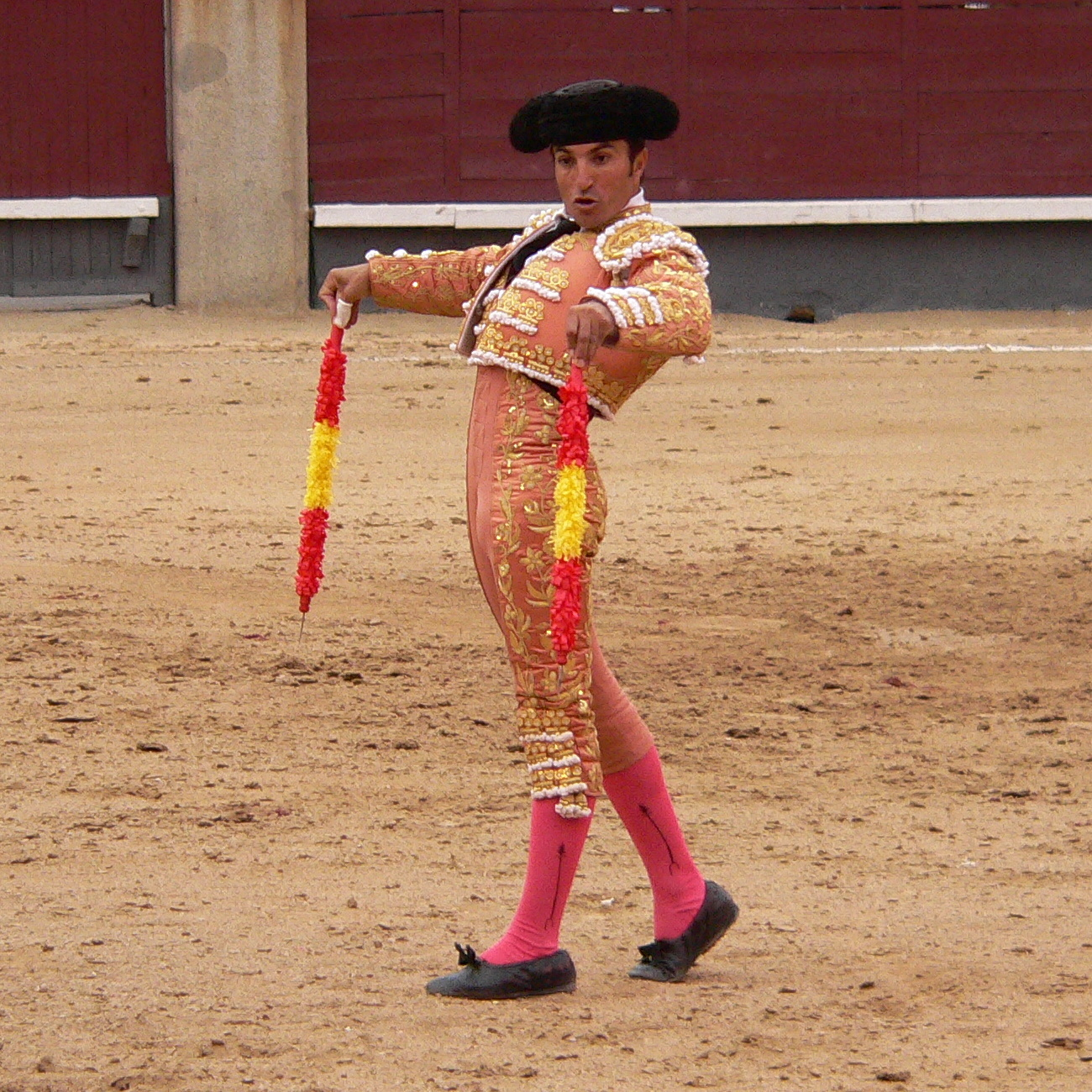
El diestro José Pedro Prados "El Fundi" adornándose con las banderillas en la plaza de toros de las Ventas del Espíritu Santo de Madrid.

El banderillero, también llamado rehiletero, es el torero encargado de ponerle al toro las banderillas durante el segundo tercio de la lidia. Se denomina banderilleros a los peones de la cuadrilla de los matadores en los que es obligatorio realizar la suerte de banderillas.
El banderillero forma parte de la cuadrilla del espada con la categoría de subalterno junto con el picador, es decir está a las órdenes del matador de toros. Durante la lidia cuando el banderillero no pone banderillas, actúa como peón o peón de brega auxiliando al matador de toros o al rejoneador al que corresponde la cuadrilla. Entre los subalternos destaca el peón de confianza, denominado así por ser en quien el matador de toros deposita toda su confianza al ser la persona más efectiva de la cuadrilla en cuanto a conocimientos de la brega y utilidad en las funciones que realiza.

## Historia

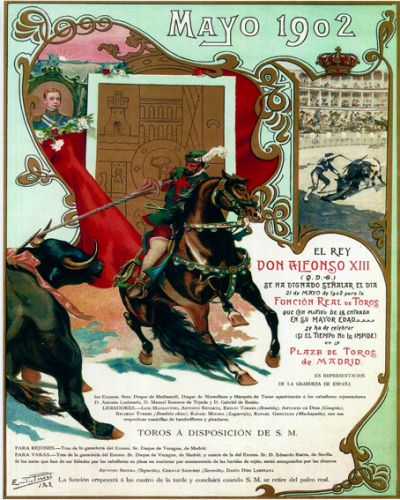
"El Rey Don Alfonso XIII (q.D.g.) se ha dignado señalar el día 21 de mayo de 1902 para la Función Real de Toros que con motivo de la entrada en su mayor edad se ha de celebrar en la Plaza de Toros de Madrid", Madrid 1902

Los caballeros eran los únicos que podían participar en la lidia y podía alancear  los toros en las plazas cerradas. Estos caballeros con el tiempo fueron rejoneadores a caballo que lanceaban, empleaban rejones o picaban las reses, cuando algún toro hería al caballo, o bien el rejoneador perdía el la lanza, el estribo, el rejón o cualquier prenda se veía obligado a bajarse del caballo para continuar a pie y dar muerte al toro él solo con una técnica nada parecida a la que emplean los toreros en tiempos modernos tras la reforma de Costillares. Este acto de descabalgar el caballero recibió el nombre de empeño a pie y no siempre el caballero alanceador lograba el objetivo de dar muerte al toro, por lo que el personal de a pie que auxiliaba al caballero colocando los toros o proporcionándole a este los útiles necesarios, salía a la plaza para concluir la faena. Estos peones, que procedían de la plebe y eran contratados por el caballero para asistirles y brindarles protección en la lidia, son el antecedente de los banderilleros modernos de los siglo XIX y XX.
En el XVII existieron otros hombres que no peleaban con los astados sino que actuaban burlando al toro esquivándolo con recortes rápidos y parcheándolos, un tipo de suerte que consiste en pegarle al toro una serie de parches de tela o de pergamino de colores, embadurnados con pez (brea) o goma que podían incorporar cintas, lazos u otros adornos. Los parches podían colocarse al cuarteo, al sesgo, a la media vuelta incluso a pares con técnicas similares a las empleadas en las suertes que desarrollan los banderilleros un siglo después. El parcheo del XVII está en desuso. Los hombres que ejecutaban estas suertes no eran auxiliados mientras permanecían en la plaza, su función consistía en cansar al toro y una vez finalizado el parcheo y los recortes, los mismos hombres procedían a dar muerte al astado con destreza, el valor demostrado llevó a algunos caballeros a apadrinar a los de más talento. Uno de estos hombres fue Francisco Romero, hábil en la técnica de parchear y poner rehiletes, torero conocido por sus aportaciones al toreo.
Con frecuencia los toreros de a pie se iniciaban en el arte de torear como banderilleros ya que otra de las funciones del banderillero consistía en correr los toros con el capote. Una vez que habían realizado el aprendizaje suficiente podían tomar la alternativa como espadas o bien podían continuar como banderilleros en el caso de no tener suerte como matadores.

## Funciones

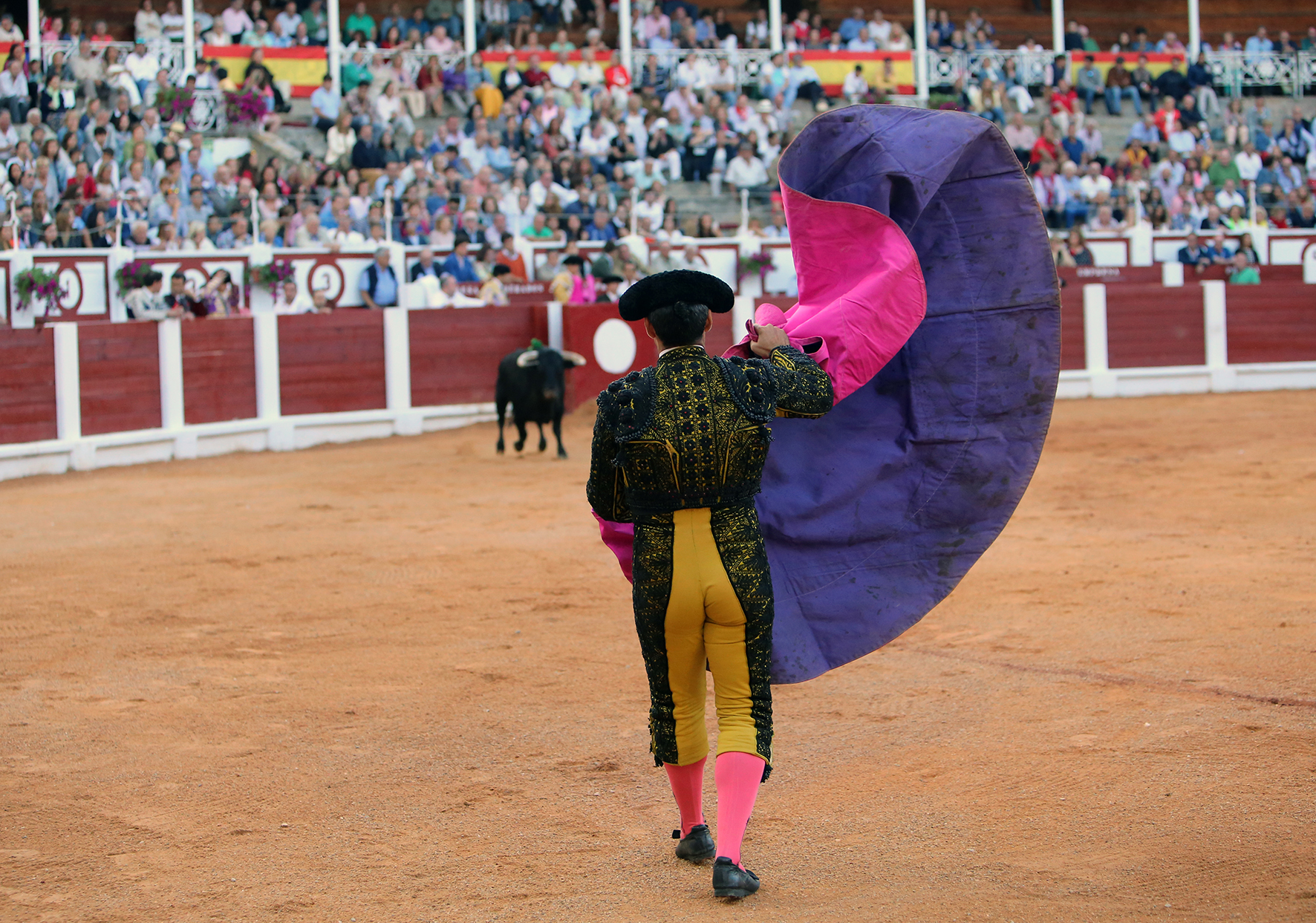
Otras funciones del banderillero

El banderillero forma parte de la cuadrilla del torero, las operaciones que realiza el banderillero durante la lidia se denominan banderillear. La suerte de banderillas la realizan los tres banderilleros de la cuadrilla del matador de toros al que le corresponde la lidia del toro y realizan la suerte solo dos de los banderilleros de los tres que componen la cuadrilla; el primero de ellos en actuar es el de más antigüedad y se encarga de colocar el primer y tercer par de banderillas, el segundo banderillero coloca el segundo par de banderillas de los tres pares que habitualmente se emplean en la suerte de banderillas; el tercero de los banderilleros realiza las funciones de brega y auxilio además de situar al toro en el terreno —lugar que ocupa el toro en el ruedo— más propicio para que pueda efectuarse la suerte. En la lidia del siguiente toro, los banderilleros intercambian el orden de intervención de forma que el torero que banderilleó antes, ahora realiza la brega y al contrario; el tercer banderillero se mantiene igual en ambos turnos, poniendo el segundo par.

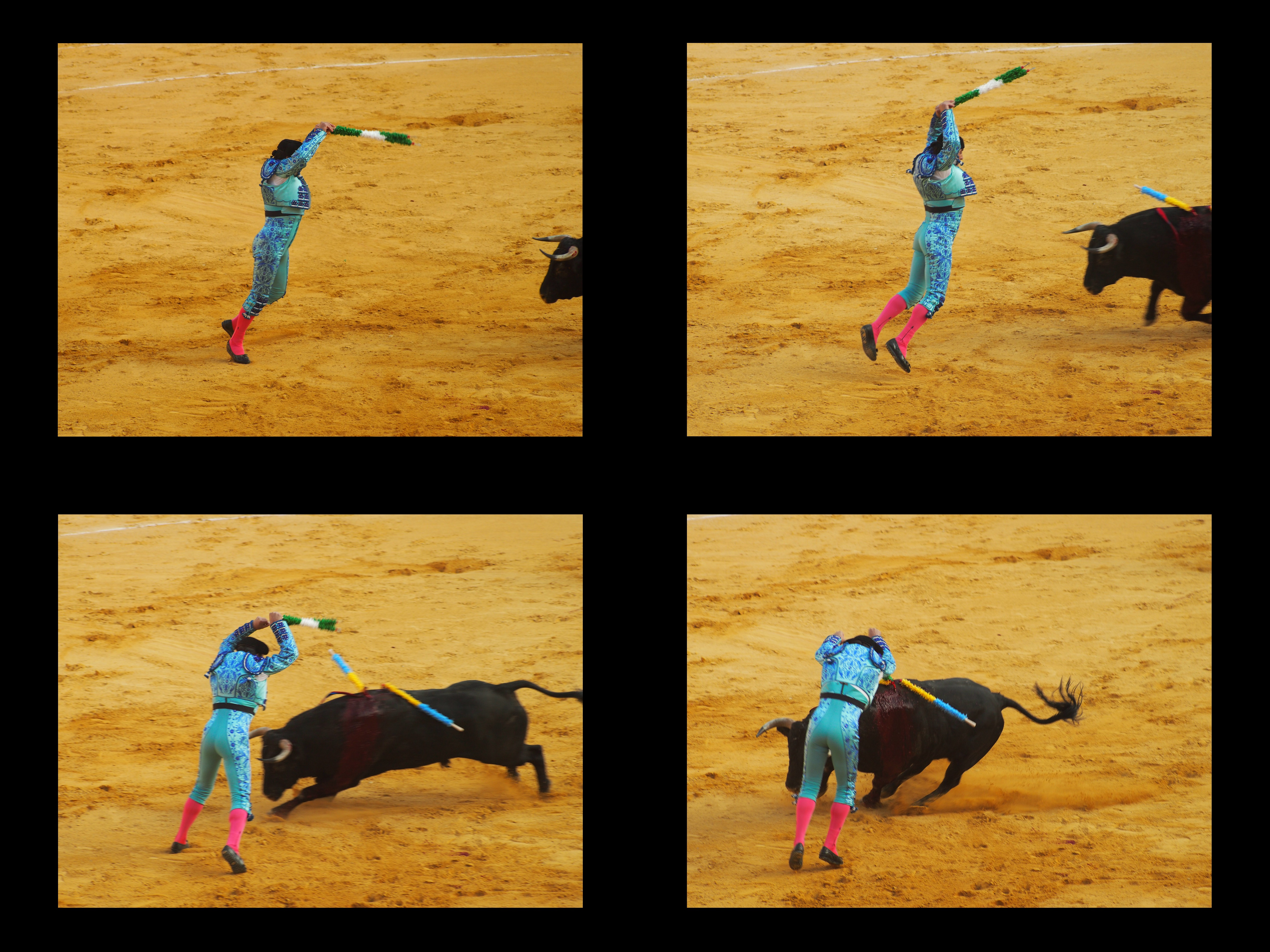
Banderillero ejecutando la suerte

En el ruedo, durante la actuación del banderillero le asisten el matador de toros del turno siguiente, que estará colocado a su espalda, es decir en los medios de la plaza  y el otro espada, que estará colocado detrás de la res, en el tercio —parte del ruedo más cercana a las tablas—; completan la asistencia dos subalternos para apoyar o auxiliar al banderillero actuante, la participación de ambos espadas será solo para socorrer y no para lucirse. Igual que sucedía con los banderilleros, los diestros también invierten su posición en el ruedo cuando asisten al banderillero en el siguiente turno de la lidia. El presidente de la plaza de toros es la última autoridad para dar por finalizado el tercio de banderillas o conceder el permiso para poner un par de banderillas adicionales, en ambos casos el matador de toros es quien realiza la petición a la presidencia.

### La brega
Además de banderillear, el banderillero actúa de peón en el ruedo realizando funciones de brega —realizar diferentes suertes en la lidia del toro— como parar al toro cuando este sale al ruedo evitando que haga carreras innecesarias o que pueda saltar la barrera hacia el callejón o los tendidos; también hacen correr los toros para cambiarlos de terreno, y en ocasiones, cuando esta acción no lo realiza el matador de toros, el banderilleo actuando como peón, también se ocupan de colocar al toro para el Suerte de varas.

### Puntillero
El puntillero también conocido también como cachetero, es la persona encargada de rematar al toro tras la suerte de matar realizada por el espada. La función de puntillero puede realizarla uno de los banderilleros de la propia cuadrilla. La puntilla empleada por el puntillero es un puñal corto  y con hoja aguda, el golpe dado con la puntilla se denomina puntillazo o puntillón.

## La suerte de banderillas

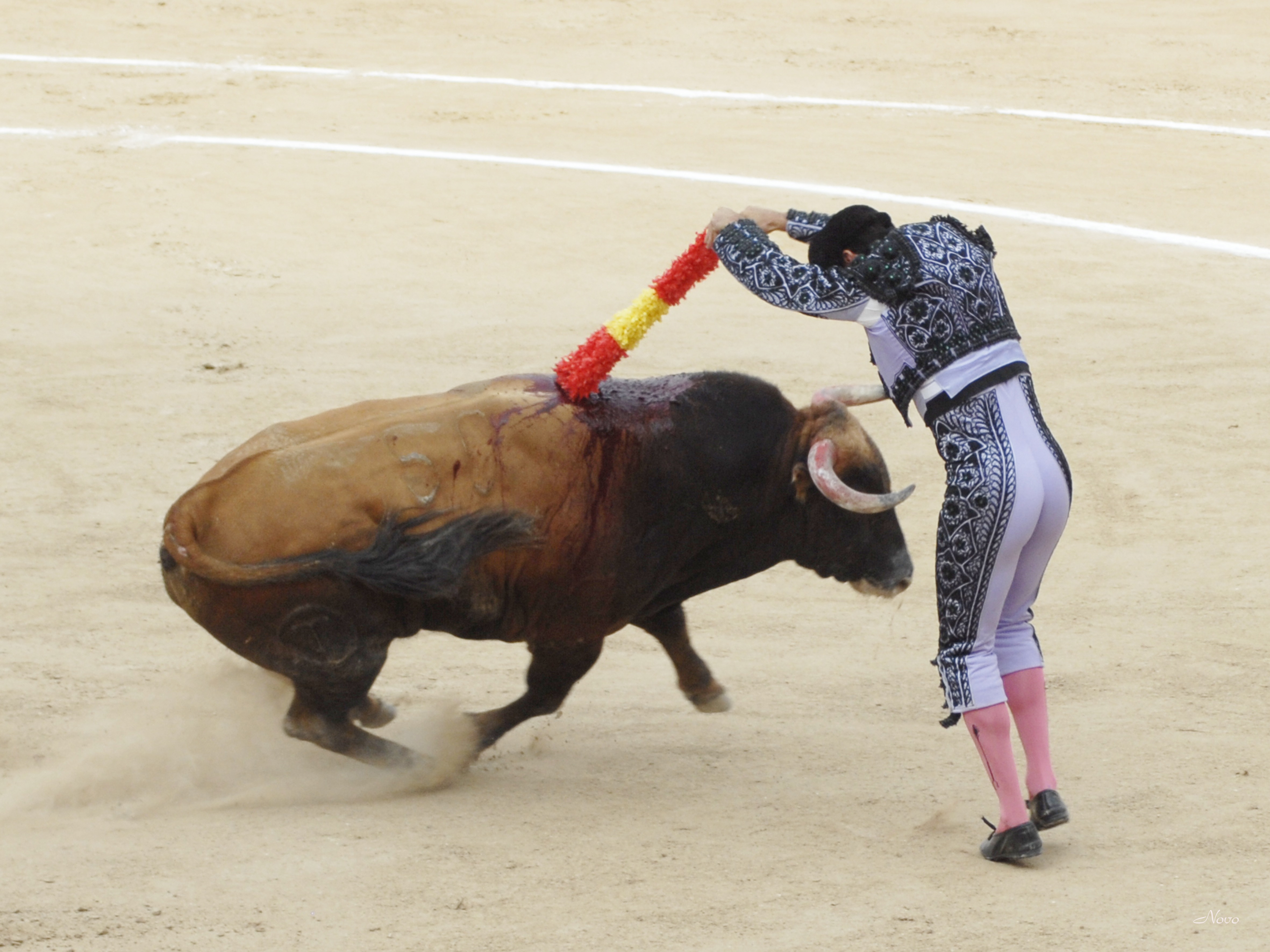
Suerte de banderillas

La suerte de banderillas es la acción que realiza el banderillero en el segundo tercio de los tres en los que se divide la lidia del toro y su finalidad es estimular al toro tras el tercio de varas. Pepe-Hillo la consideró como la suerte de más mérito desempeñada por un torero, ya que se realizar a cuerpo limpio, sin engaños; Según recoge Nieto Manjón, en su obra «Diccionario Espasa. Términos taurinos», Paquiro explicó las dificultades para realizar la suerte de banderillas con perfección y consideró que solo había cinco formas de poner realizarla adecuadamente: a cuarteo, a media vuelta, a topacarnero, al sesgo y al recorte. Hasta el siglo XXI la forma en la que se realiza la suerte ha ido variando, así se pueden poner banderillas de poder a poder, de frente, al quiebro (antiguamente se denominaba a pie firme o topacarnero), de dentro a fuera, por los adentros, en silla y al molinillo. En el caso de banderillear toros difíciles la forma de banderillear es a la media vuelta, al sobaquillo, al relance o al sesgo. Silva Aramburu menciona en su obra «Enciclopedia taurina» el par del trapecio realizado por Rafael Gómez Ortega, «el Gallo», recibe este nombre por la manera que tenía el diestro de coger los palos —banderillas— formado esa forma geométrica. La suerte más utilizado por el banderillero es la de al cuarteo.

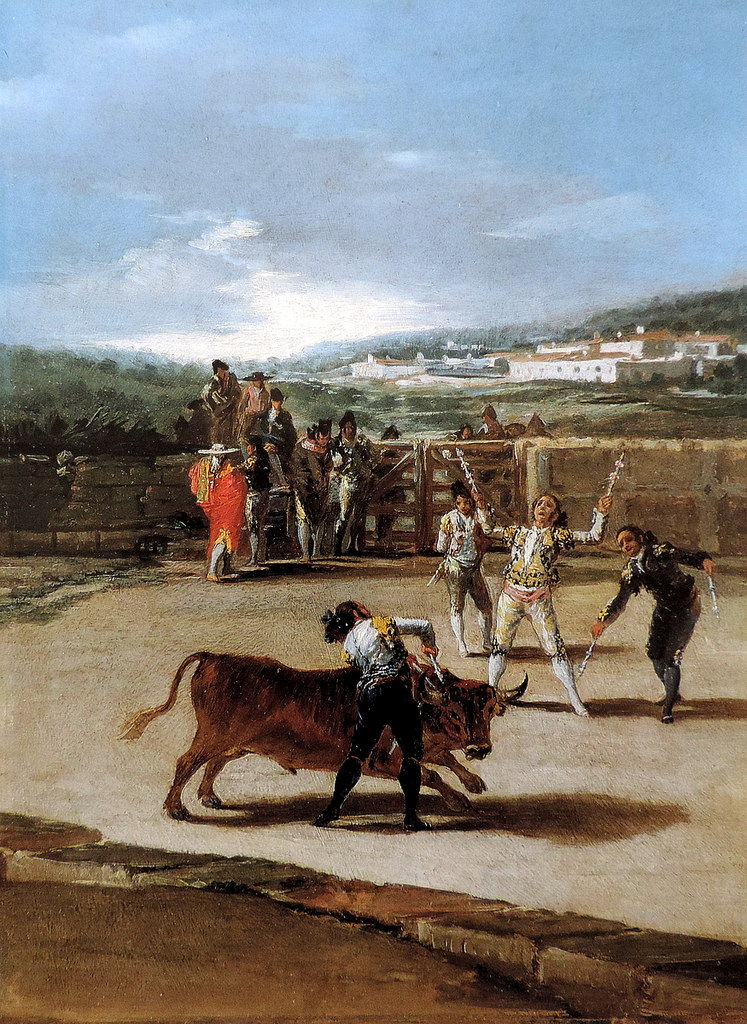
«Banderillas en el campo» (Francisco de Goya)

### Tipos de Banderillas
La descripción más antigua de la banderilla la realiza Mariano Garisuaín en 1907 en la revista El Mengue y posteriormente en la obra de José María Cossío en «El toreo». Las características de las banderillas están normalizadas en el Reglamento Taurino en los artículos 62 y 63. Los banderilleros utilizan varios tipos de banderillas con diferentes medias según el tipo de toro y las necesidades de la lidia. Entre los tipos de banderillas que el banderillero emplea se encuentran:
1. Banderilla común
2. Banderillas cortas o de a cuarta (solo matadores de toros y rejoneadores)
3. Banderillas chinescas (en desuso) o de lujo
4. Banderillas de fuego o calientes (suprimidas en 1928 y posteriormente por la Orden del 17 de marzo de 1950)
5. Banderillas negras (viudas) o de castigo

## Reglamento
Las funciones desarrolladas por los banderilleros se encuentran recogidas en el Reglamento de Espectáculos Taurinos en el Capítulo III del Real Decreto 145/1996 que establece el número de pares de banderillas que puede ponerse al toro es de dos como mínimo y tres como máximo según el artículo 76 del Reglamento taurino. En caso de salir el banderillero en falso —sin poder clavar las banderillas— tres veces este pierde el turno y es sustituido por el tercero de los compañeros banderilleros. Si banderillero o diestro ponen un par de banderillas una vez que el presidente de la plaza de toros ha ordenado el anuncio del cambio de tercio —cuando finaliza un tercio y se avisa del inicio del siguiente— el lidiador infractor es sancionado por falta leve según dicta el artículo 77 de dicho reglamento. En caso de no poder actuar ninguno de los tres banderilleros de la misma cuadrilla, estos son sustituidos por los banderilleros de menor antigüedad.

## Banderilleros destacados

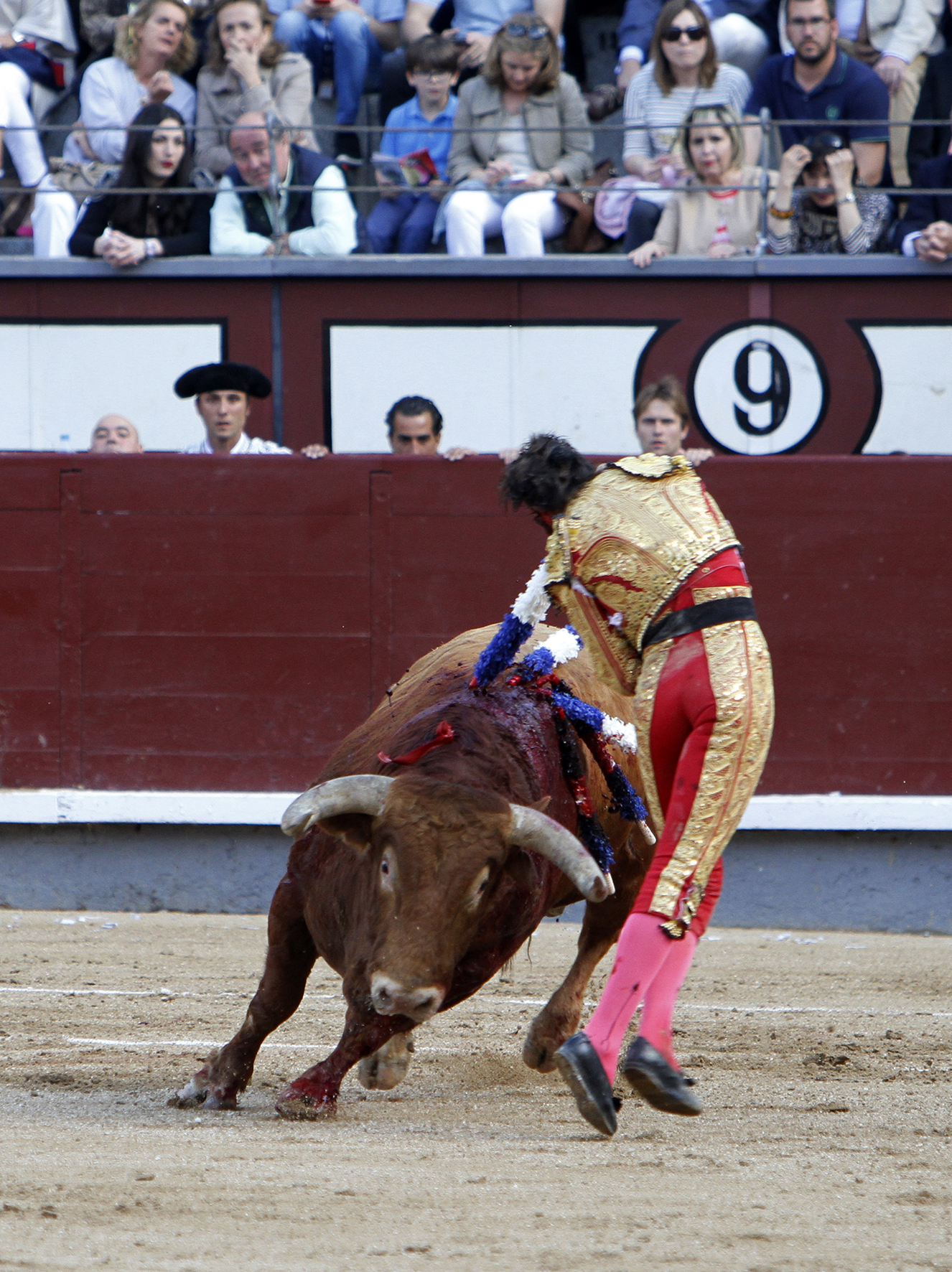
El torero Padilla poniendo banderillas

Juan León, banderillero de la cuadrilla de Curro Guillén, se lanzó al quite cuando un toro de Cabrera cogió a Curro Guillén al entrar a matar recibiendo, en la acción ambos resultaron cogidos al mismo tiempo; Curro Guillén falleció a las puertas de la enfermería el 20 de mayo de 1820.
- José Rodríguez «Caniqui», banderillero junto a Manuel Fuentes, «Bocanegra» de la cuadrilla de José Rodríguez «Pepete», actuó en Madrid en 1860[24][25]
- Antonio Carmona, «Gordito» inventor de la suerte de banderillas al Quiebro, 19 de abril de 1858[26]
- Pablo Herraiz de la cuadrilla de Cúchares,[27] puso banderillas con los pies dentro de un sombrero de copa, 27 de octubre de 1859[28][web 1]

- Rafael Guerra, «Guerrita», destacado banderillero de la cuadrilla de los diestros Bocanegra, el Gallo y Lagartijo[29]
- Enrique Berenguer Blanquet (1881-1926), banderillero y hombre de confianza de José Gómez Ortega, «Joselito el Gallo» quien en diferentes ocasiones se puso durante el tercio de banderillas a las órdenes de su banderillero.[web 2] Tras el fallecimiento de «el Gallo», Blanquet estuvo a las órdenes de Manuel Granero y más tarde Ignacio Sánchez Mejías[30]
- Julio Pérez Herrera «Vito» (matador de toros, 1918-2016) actuó como banderillero en las cuadrillas de Manolo Vázquez, Antonio Ordóñez, Jaime Ostos, Antonio Borrero Morano, «Chamaco» y Manuel Báez y Espuny, «El Litri». Destaca la trayectoria en la cuadrilla de Jaime Ostos que marcó un punto de inflexión por su forma de banderillear característica, salía de la suerte andando tras colocar el par de banderillas. Dada la categoría que alcanzó puso banderillas en los seis toros de una mismo festejo en varias ocasiones.[web 3]
- Rafael Alberti (poeta) el 3 de julio de 1927 realiza un único paseíllo como banderillero con la cuadrilla de Ignacio Sánchez Mejías en la plaza de toros de Pontevedra, el día en el que el torero se retiró por primera vez; evento presenciado por José María de Cossío (cronista taurino).[web 4]

## Matadores de toros banderilleros
El espada que está en turno, sí así lo decide, puede optar por ser él quien actúe como banderillero en su res, en esta circunstancia podrá invitar a sus compañeros de terna a poner banderillas con él. Cuando es el propio espada el que banderillea el toro el resto de la cuadrilla permanece en el callejón, de forma que el diestro actúa solo en el ruedo, los peones asisten al torero para colocar al toro salvo si comparte la suerte con uno o los otros dos espadas en cartel. Cuando el espada pone banderillas en solitario puede terminar el tercio de banderillas cuando lo desee.

### Toreros-banderilleros

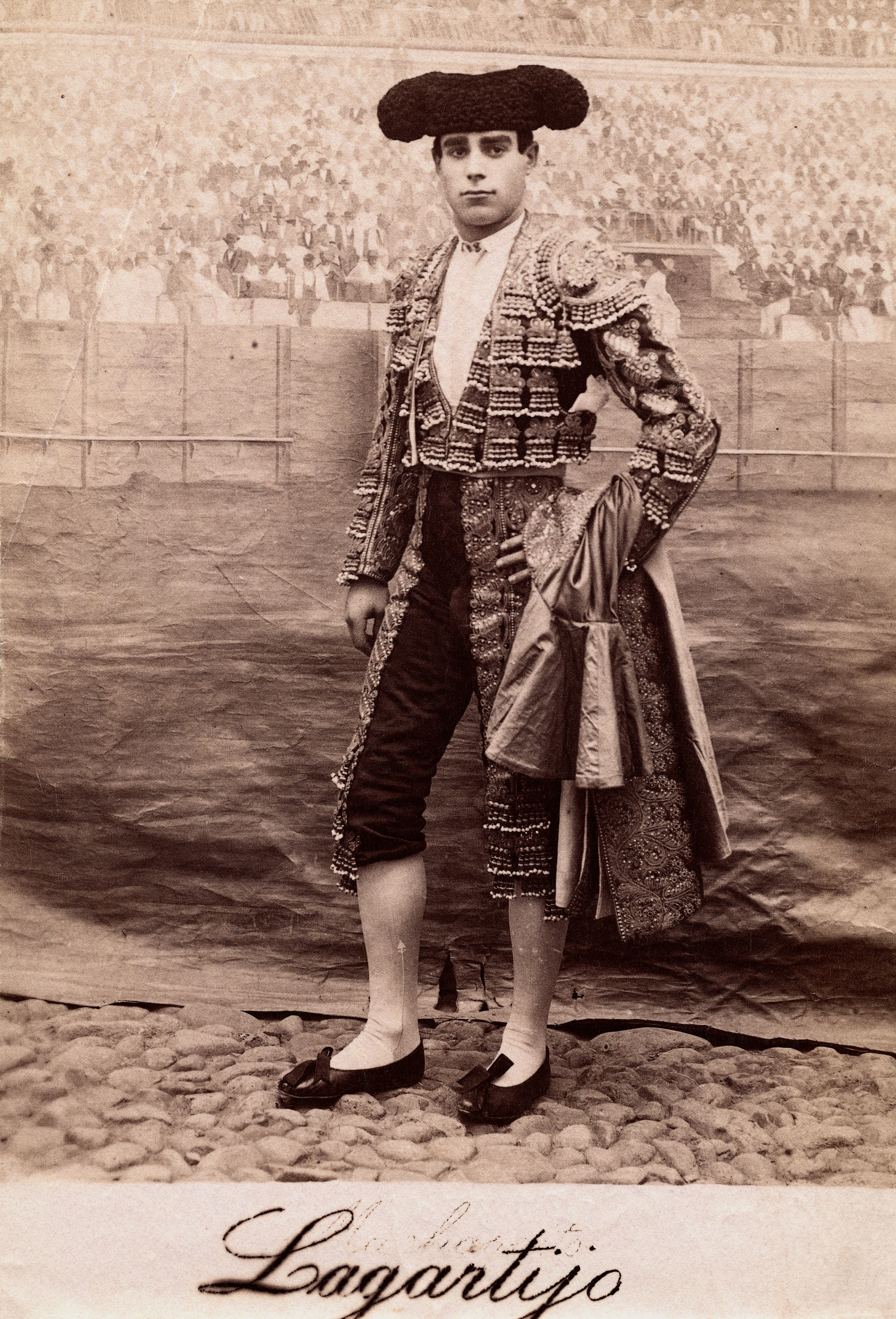
Rafael Molina Sanchez "Lagartijo"

Matadores de toros que han banderilleado durante la lidia y que han destacado en la suerte de banderillas:
- Rafael Molina, Lagartijo matador de toros, se inició como banderillero en Córdoba en 1859 con apenas nueve años. Destacó por su maestría en la suerte de banderillas, dominado los pares colocados al quiebro y a topa carnero entre otras.[33][34]
- Rafael Gómez Ortega, «el Gallo»[35]
- Rafael Guerra «Guerrita» se inició en el torero como banderillero en 1878 gracias al apoyo de Caniqui[36]
- Manolo Montoliu torero y banderillero, cogido en banderillas por el toro «Cabatisto» en la Plaza de toros de la Real Maestranza de Caballería de Sevilla el 1 de mayo de 1992
- Antonio Fuentes
- Rodolfo Gaona
- Luis Suarez, «Magritas»
- José González Lucas, «Pepe Dominguín»
- Víctor Mendes
- Paquirri
- Luis Francisco Esplá
- Vicente Ruíz Soro
- El Fandi
- Juan José Padilla
- Manuel Escribano
- Antonio Ferrera

## Banderilleros en el arte arte

### Francisco Goya

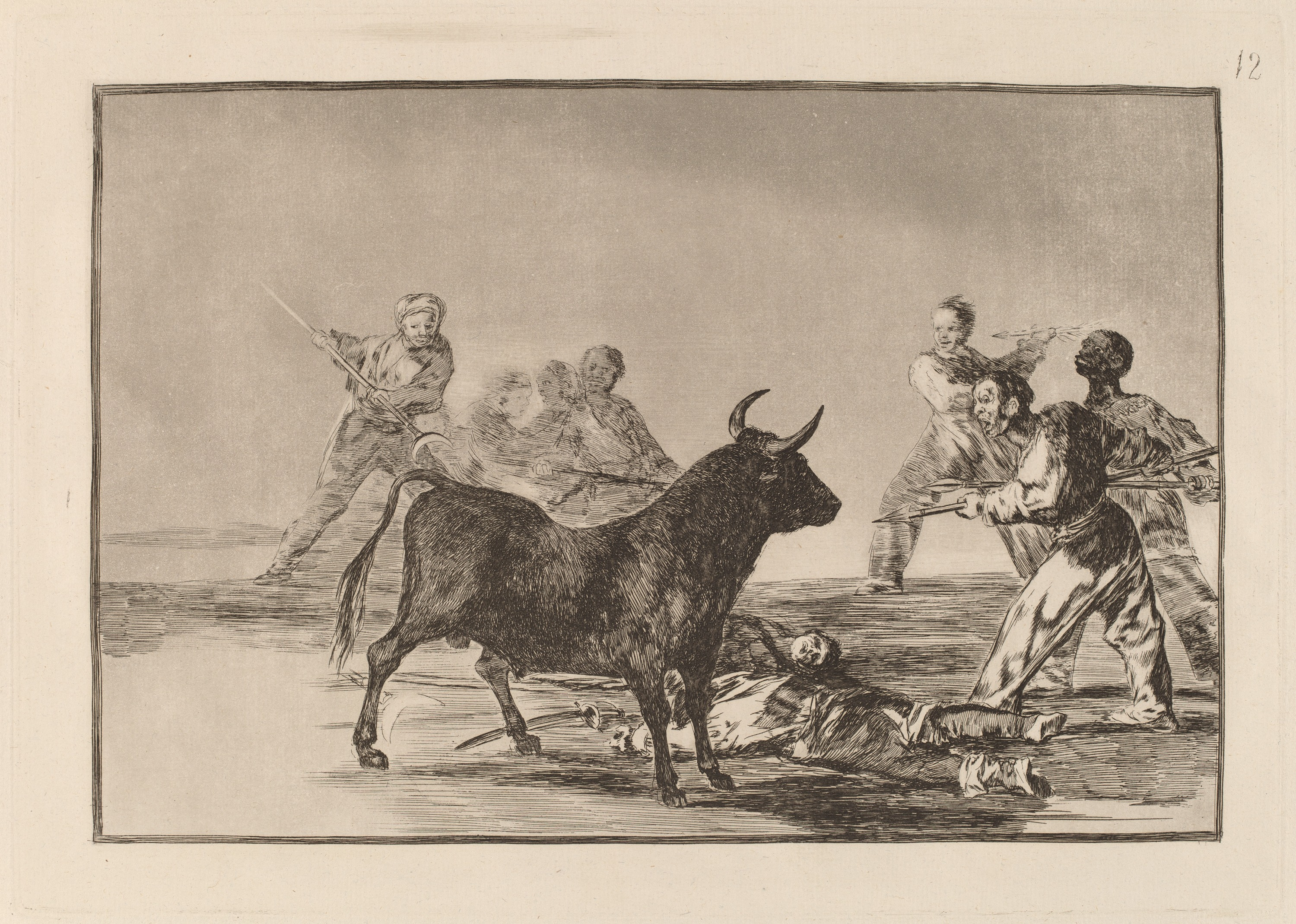
Desjarrete de la canalla con lanzas, medias-lunas, banderillas y otras armas. Francisco de Goya, grabado

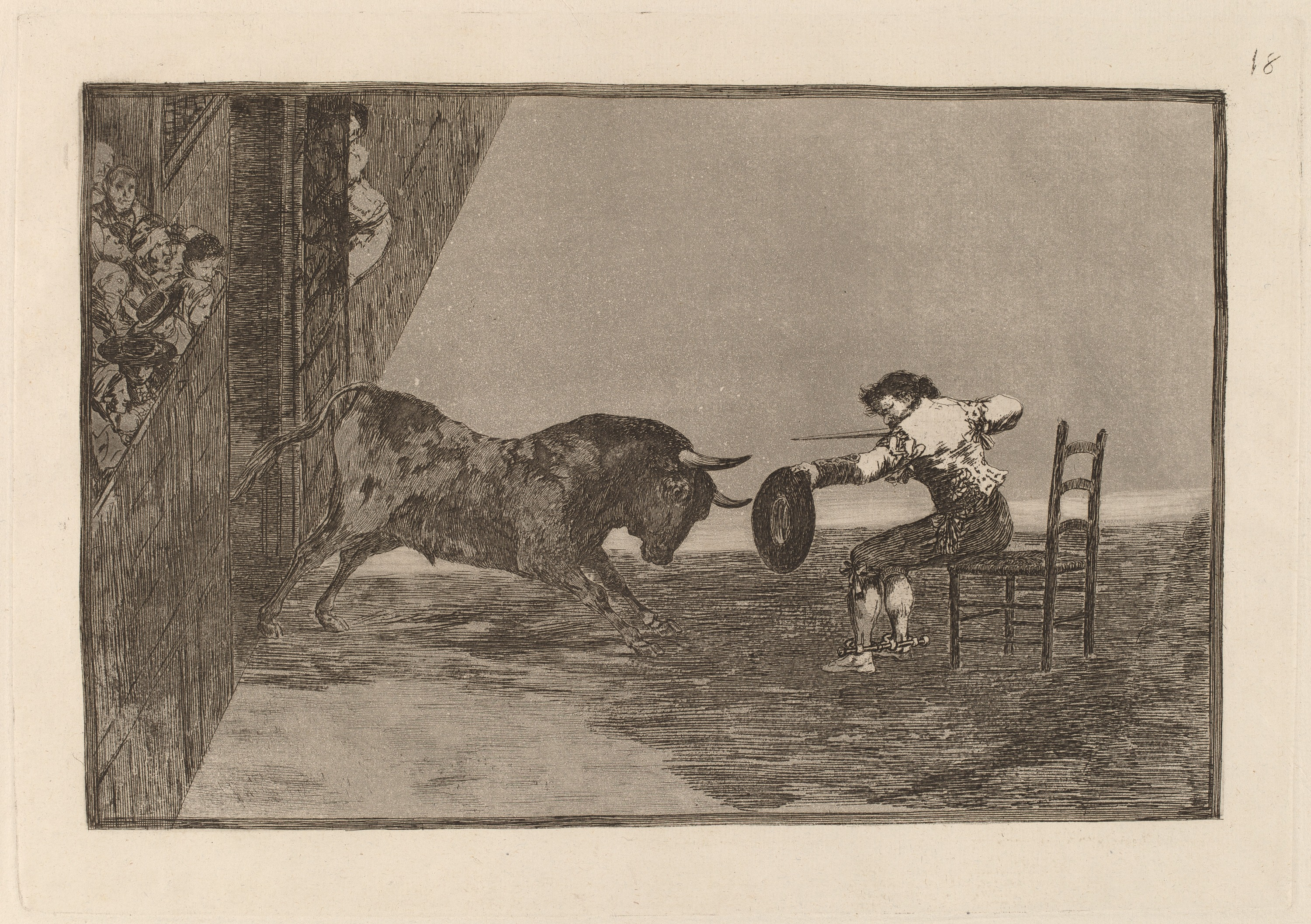
Temeridad de martincho en la plaza de Zaragoza. Francisco de Goya, grabado

Francisco de Goya representó diferentes escenas sobre la tauromaquia, ejemplo de ello son:

#### Grabados
- Aguafuerte representando a Martincho banderilleando.[37]
- «Desjarrete de la canalla con lanzas, medias-lunas, banderillas y otras armas», dibujo preparatorio en sanguina para la serie «La Tauromaquia» que creó el pintor entre 1814 y 1816 conservado en el Museo del Prado.[web 5]
- «Origen de los arpones o banderillas», otro dibujo preparatorio en sanguina para la serie «La Tauromaquia» creada por Goya entre 1814 y 1816.[web 6]
- «Banderillas a fuego» dibujo preparatorio para la serie «Tauromaquia», número 31, sanguina sobre papel verjurado, de 1814-1816.[web 7]

#### Pinturas
- «Banderilas en el campo» óleo sobre hojalata (1793), de la  serie «escenas de toros», obra de la Colección Masaveu (Oviedo). Pintado por Goya durante su estancia en Cádiz, la escena representa un tentadero donde unos mozos observan a unos banderilleros realizando la suerte.[web 8]

### Pablo Picasso
Pablo Ruíz Picasso realizó una serie de grabados y piezas cerámicas en las que representa escenas de la tauromaquia, entre ellas banderilleros, Se denomina que fue expuesta en Zaragoza en la muestra «Picasso: Arte y arena» en 2014. Realizó también veintiséis grabados al aguatinta para la ilustración de «La Tauromaquia» de Pepe-Hillo con motivo de la reedición de la obra en 1959 publicada por la editorial Gustavo Gilí, los grabados que fueron expuestos en la Fundación Suñol de Barcelona el 19 de abril de 2013. Entre los grabados hay uno que representa al torero Pepe-Hillo poniendo banderillas sentado en una silla.

### Otros pintores
- Luis Ferrant y Llausás realizó una serie de grabados en 1835 en los que reproduce las banderillas al Recorte[37]
- Fernando Botero representó a banderilleros en diferentes obras pictóricas como «Cuadrilla de enanos toreros».

## Banderilleros y poesía

### Juan Antonio Cavestany
El poeta Juan Antonio Cavestany encontró la inspiración en los banderilleros  y en la suerte de banderillas en varias ocasiones, entre los primeros poemas que escribió está «Andalucía», publicado en «Versos Viejos», (1907, Madrid, página 39) en el que evoca las tradiciones y costumbres andaluzas, entre ellas el toro y la tauromaquia:

Uno habla allí del trigo de sus graneros,

otro de su yeguada que aumenta y cuida,
y otro, amigo de toros y de toreros,
cuenta las peripecias de una corrida.
Ya recuerda aquel toro bravo meleno
que en aprieto tan duro puso a la gente,
hasta que, con soltura, fresco y sereno,
le quebró de rodillas cierto valiente.
Ya pondera el arrojo, limpieza y gala

con que un banderillero metió los brazos...
Juan Antonio Cabestany

### García Lorca

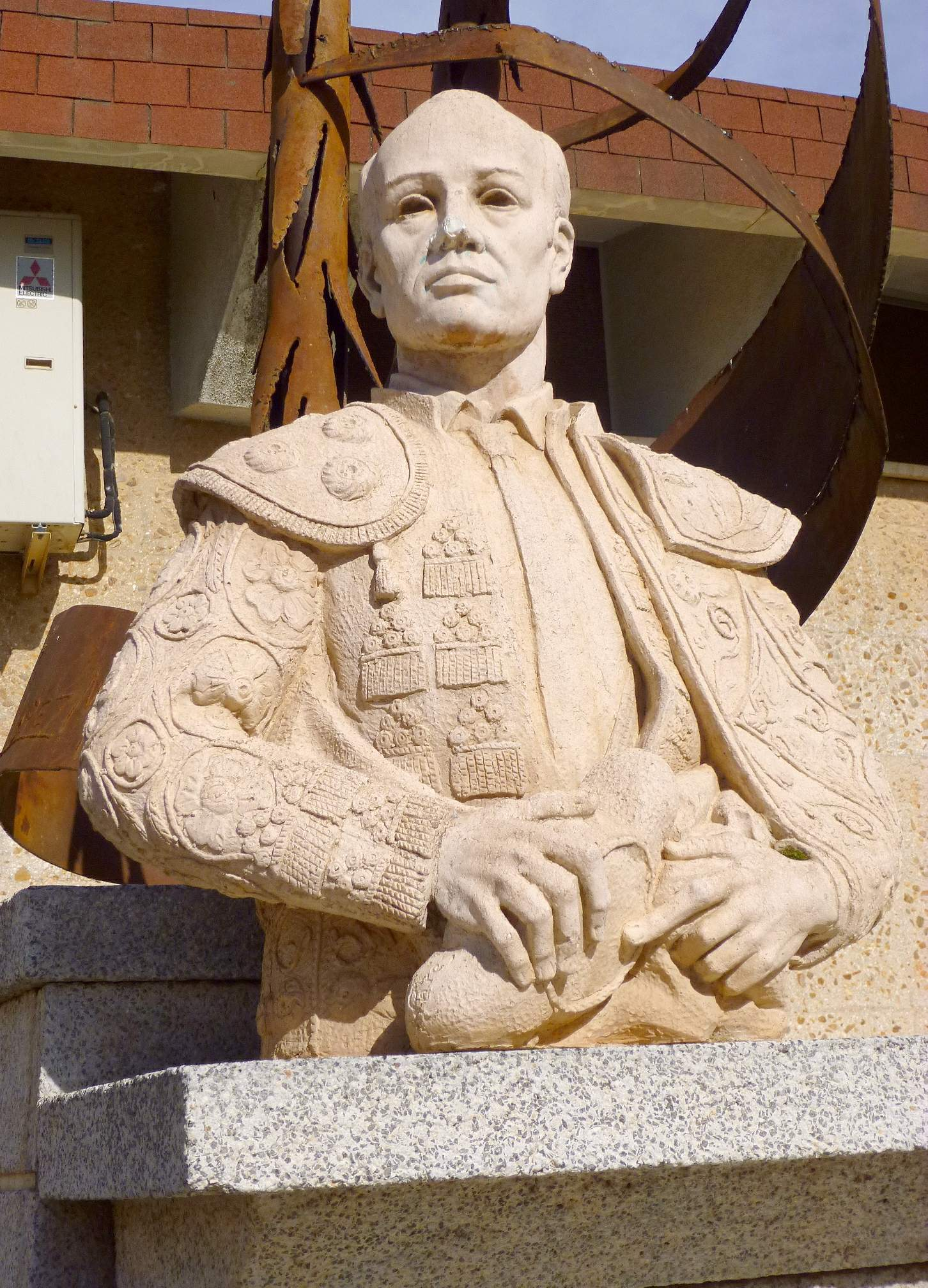
Ignacio Sánchez Mejía

El poeta Federico García Lorca anticipó su muerte en el poema «Fábula y rueda de tres amigos» publicado en «Poeta en Nueva York». Entre otros García Lorca escribió «La sangre derramada (llanto por Ignacio Sánchez Mejía)» dedicado al torero cogido y muerto por el toro Granadino  el 11 de mayo de 1934. Defensor de la tauromaquia, García Lorca fue fusilado en Víznar el 19 de agosto de 1936 junto a los banderilleros Francisco Galadí Melgar y Joaquín Arcollas. Sobre el toreo el poeta dijo:

«El toreo es probablemente la riqueza poética y vital de España, increíblemente desaprovechada por los escritores y artistas, debido principalmente a una falsa educación pedagógica que nos han dado y que hemos sido los hombres de mi generación los primeros en rechazar. Creo que los toros es la fiesta más culta que hay en el mundo».
Federico García Lorca

### Rubén de Dios
Poeta y torero, tras torear en más de cien novilladas decidió no tomar la alternativa como matador de toros y se hizo banderillero. Realizó más de mil paseíllos en las cuadrillas de toreros como Frascuelo, Lucio Sandín Sayago, Jorge Manrique, Luguillano o Rafael Jiménez González, «Chiquilín», Finito de Córdoba y Andrés Vázquez, en su última etapa como banderillero.

## Otros usos de la palabra banderillero
Se denomina banderillero al software empleado en la agricultura. Se trata de un sistema de precisión para establecer rutas a través de las cuales es posible aplicar sobre el terreno productos agroquímicos de forma eficaz, cubriendo todas las áreas. El sistema está basado en el Sistema de Posicionamiento Global (GPS) a través del que se maneja la posición de la maquinaria encargada de la aplicación de los químicos.